# あやかし天馬
『あやかし天馬』（あやかしてんま）は、柴田亜美による日本の漫画作品。『月刊少年ジャンプ』（集英社）にて連載された。単行本は全4巻。

## 概要
『月刊少年ジャンプ』における、「自由人HERO」に続く柴田亜美の連載作品。妖怪を題材としており、作中には様々な妖怪が登場する。作品自体は全4巻と短命に終わってしまったが、その後『月刊Gファンタジー』（スクウェア・エニックス）にて、本作品の一部キャラクターを流用し、世界観を改めた「カミヨミ」が連載された。

## あらすじ
天（アマツ）リトルリーグという野球少年団に入っている小学6年生の日明天馬は、京都での野球の試合中に突然、鞍馬山へと飛ばされる。そこにはククリ（妖怪使い）の帝月（みかづき）が大蛇で烏天狗と戦っていた。結局、大蛇で烏天狗は括られ、天馬は帝月に「ここで起こった事は全て『見るな』『聞くな』『知るな』」と言われ、その場を後にする。その夜、天馬達の滞在する旅館に現れた帝月。彼は昼に天馬と会ったとき、不動明王の霊符を忘れていった。その時、外に兆星が現れる。

## サブタイトル一覧
本作では第1話、第2話…ではなく、妖之1、妖之2…と表記される。
1. 神かくしの少年
2. 付喪神
3. 人魚
4. サトリの声
5. 火車
6. 牛若と飛天夜叉王
7. 鵺
8. 烏天狗の忠義
9. 第二の兆星
10. 不動明王
11. 妖怪裁判
12. 泥田坊
13. 目目連
14. 八俣大蛇
15. 大天狗襲来
16. 殺生石
17. 真・不動明王
18. 八雲
19. 妖怪王
20. 飛天と八雲
21. 羅刹
22. 人間
23. 天馬と帝月

## 書籍情報
- 柴田亜美『あやかし天馬』集英社〈ジャンプコミックス〉、全4巻
  1. 2002年4月発売、ISBN 978-4088732534
  2. 2002年11月発売、ISBN 978-4088733449
  3. 2003年5月発売、ISBN 978-4088734255
  4. 2003年12月発売、ISBN 978-4088735313